# Japans kommunistiska parti

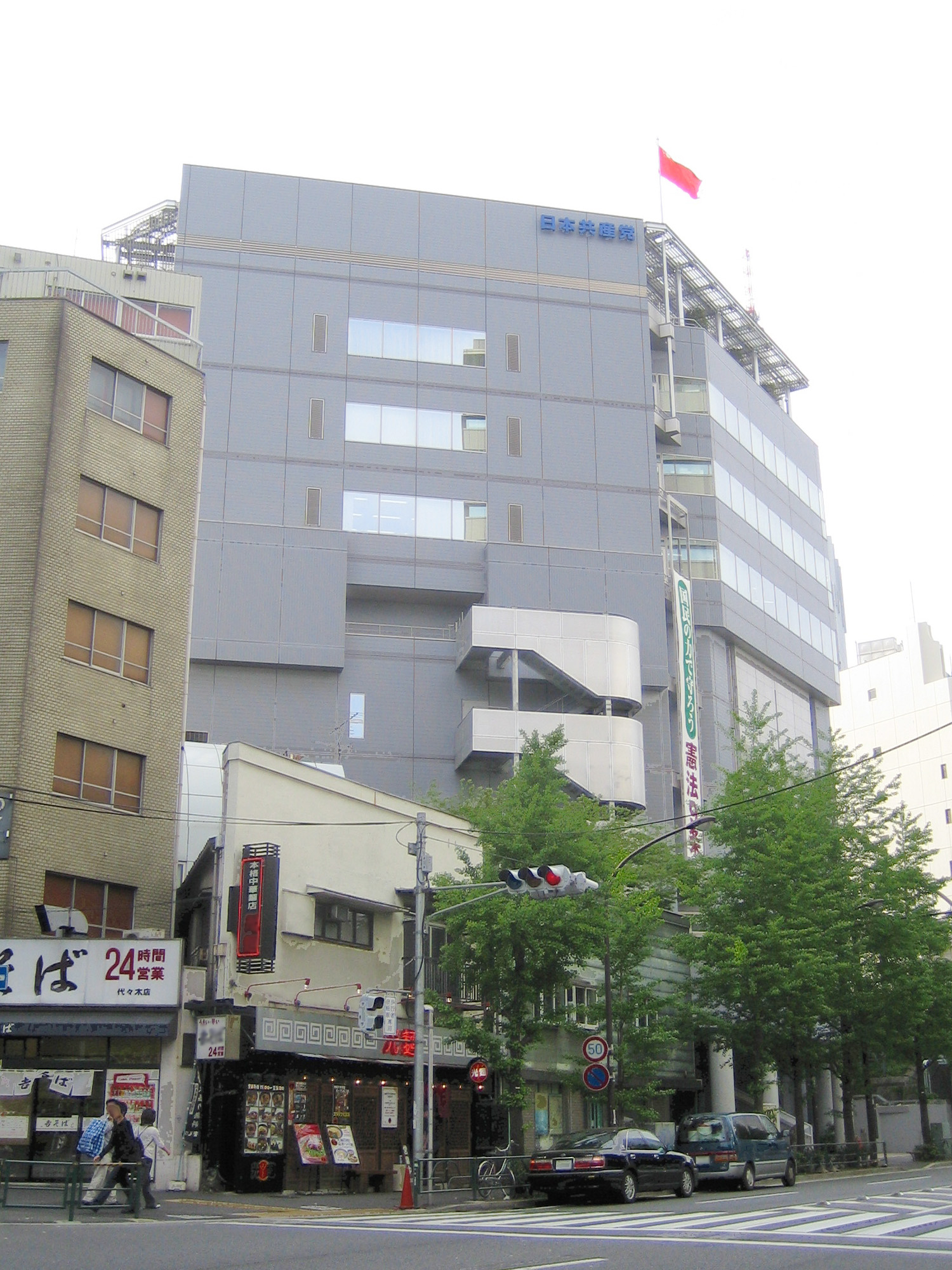
Huvudkontoret i Shibuya.

Japans kommunistiska parti (japanska; 日本共産党, Nihon kyousantou), JKP, är ett japanskt kommunistiskt parti grundat 15 juli 1922. Partiet var förbjudet fram till 1945 och under perioden före och under andra världskriget förföljdes och fängslades många av partiets medlemmar. Partiet splittrades 1950 då en Moskva- och Pekingtrogen falang bröt sig ur partiet. Tiden efter 1950 var ytterst turbulent för JKP, men 1955 kunde partiet återförenas. 1964 uppstod konflikter med Sovjetunionens kommunistiska parti och kontakterna bröts fram till 1979 då det sovjetiska partiet begick självkritik. 1966 uppstod även konflikter med Kinas kommunistiska parti vilket ledde till att alla kontakter bröts mellan partierna fram till 1998. 
JKP förespråkar att kapitalismen ska störtas genom en revolution och att ett socialistiskt/kommunistiskt samhälle därefter ska byggas. JKP understryker dock att revolutionen ska vara demokratisk, och definierar sig själva som pacifister. Ett av partiets grundläggande övertygelser är att "Japans självständighet" bör säkras genom brytandet av den militära alliansen mellan Japan och USA och nedläggandet av de amerikanska militära baserna i Japan. JKP förespråkar även fredlig dialog med övriga asiatiska länder samt att Japan bör uttrycka ånger för sitt militaristiska och koloniala förflutna.
JKP utger dagstidningen Akahata (赤旗, Den röda fanan). Partiet har fler än 415 000 medlemmar, med ungefär 1 000 nya medlemmar varje månad och cirka 25 000 lokalorganisationer, och är därmed det näst största icke-styrande kommunistiska partiet i världen samt det fjärde största partiet i Japan. JKP har aldrig varit i regeringsposition men partiet har en trogen väljarskara och har därför ofta varit det parti som varit mest konsistent i sin kritik av det Liberaldemokratiska partiets (Japan) regeringar. Under det så-kallade 1955-systemet var JKP ett mindre parti men efter att det socialdemokratiska partiet splittrades år 1995 har JKP blivit den främsta vänsterrörelsen i Japansk politik. I det senaste underhusvalet år 2017 fick partiet 7,9 procent av rösterna. 